# Brent Ashton
Brent Kenneth Ashton, född 18 maj 1960, är en kanadensisk före detta professionell ishockeyspelare som tillbringade 14 säsonger i den nordamerikanska ishockeyligan National Hockey League (NHL), där han spelade för ishockeyorganisationerna Vancouver Canucks, Colorado Rockies, New Jersey Devils, Minnesota North Stars, Quebec Nordiques, Detroit Red Wings, Winnipeg Jets, Boston Bruins och Calgary Flames. Han producerade 629 poäng (284 mål och 345 assists) samt drog på sig 635 utvisningsminuter på 998 grundspelsmatcher. Han spelade också på lägre nivåer för Providence Bruins i American Hockey League (AHL), Las Vegas Thunder i International Hockey League (IHL) och Saskatoon Blades i Western Canadian Hockey League (WCHL)/Western Hockey League (WHL).
Ashton draftades i tredje rundan i 1979 års draft av Montreal Canadiens som 61:a spelaren totalt.
Han är far till ishockeyspelaren Carter Ashton som tillhör NHL-organisationen Tampa Bay Lightning och spelar för Syracuse Crunch i AHL.

## Statistik
| 1975–1976       | Saskatoon Olympics    | SJHL            | 47  | 40  | 50  | 90  | —   | —  | —  | —  | —  | —  |
|                 | Saskatoon Blades      | WCHL            | 11  | 3   | 4   | 7   | 11  | 18 | 1  | 1  | 2  | 5  |
| 1976–1977       | Saskatoon Blades      | WCHL            | 54  | 26  | 25  | 51  | 84  | 6  | 1  | 2  | 3  | 15 |
| 1977–1978       | Saskatoon Blades      | WCHL            | 46  | 38  | 26  | 64  | 47  | —  | —  | —  | —  | —  |
| 1978–1979       | Saskatoon Blades      | WHL             | 62  | 64  | 55  | 119 | 80  | 11 | 14 | 4  | 18 | 5  |
| 1979–1980       | Vancouver Canucks     | NHL             | 47  | 5   | 14  | 19  | 11  | 4  | 1  | 0  | 1  | 6  |
| 1980–1981       | Vancouver Canucks     | NHL             | 77  | 18  | 11  | 29  | 57  | 3  | 0  | 0  | 0  | 0  |
| 1981–1982       | Colorado Rockies      | NHL             | 80  | 24  | 36  | 60  | 26  | —  | —  | —  | —  | —  |
| 1982–1983       | New Jersey Devils     | NHL             | 76  | 14  | 19  | 33  | 47  | —  | —  | —  | —  | —  |
| 1983–1984       | Minnesota North Stars | NHL             | 68  | 7   | 10  | 17  | 54  | 12 | 1  | 2  | 3  | 22 |
| 1984–1985       | Minnesota North Stars | NHL             | 29  | 4   | 7   | 11  | 15  | —  | —  | —  | —  | —  |
|                 | Quebec Nordiques      | NHL             | 49  | 27  | 24  | 51  | 38  | 18 | 6  | 4  | 10 | 13 |
| 1985–1986       | Quebec Nordiques      | NHL             | 77  | 26  | 32  | 58  | 64  | 3  | 2  | 1  | 3  | 9  |
| 1986–1987       | Quebec Nordiques      | NHL             | 46  | 25  | 19  | 44  | 17  | —  | —  | —  | —  | —  |
|                 | Detroit Red Wings     | NHL             | 35  | 15  | 16  | 31  | 22  | 16 | 4  | 9  | 13 | 6  |
| 1987–1988       | Detroit Red Wings     | NHL             | 73  | 26  | 27  | 53  | 50  | 16 | 7  | 5  | 12 | 10 |
| 1988–1989       | Winnipeg Jets         | NHL             | 75  | 31  | 37  | 68  | 36  | —  | —  | —  | —  | —  |
| 1989–1990       | Winnipeg Jets         | NHL             | 79  | 22  | 34  | 56  | 37  | 7  | 3  | 1  | 4  | 2  |
| 1990–1991       | Winnipeg Jets         | NHL             | 61  | 12  | 24  | 36  | 58  | —  | —  | —  | —  | —  |
| 1991–1992       | Winnipeg Jets         | NHL             | 7   | 1   | 0   | 1   | 4   | —  | —  | —  | —  | —  |
|                 | Boston Bruins         | NHL             | 61  | 17  | 22  | 39  | 47  | —  | —  | —  | —  | —  |
| 1992–1993       | Boston Bruins         | NHL             | 26  | 2   | 2   | 4   | 11  | —  | —  | —  | —  | —  |
|                 | Providence Bruins     | AHL             | 11  | 4   | 8   | 12  | 10  | —  | —  | —  | —  | —  |
|                 | Calgary Flames        | NHL             | 32  | 8   | 11  | 19  | 41  | 6  | 0  | 3  | 3  | 2  |
| 1993–1994       | Las Vegas Thunder     | IHL             | 16  | 4   | 10  | 14  | 29  | —  | —  | —  | —  | —  |
| NHL totalt      | NHL totalt            | NHL totalt      | 998 | 284 | 345 | 629 | 635 | 85 | 24 | 25 | 49 | 70 |
| AHL totalt      | AHL totalt            | AHL totalt      | 11  | 4   | 8   | 12  | 10  | —  | —  | —  | —  | —  |
| IHL totalt      | IHL totalt            | IHL totalt      | 16  | 4   | 10  | 14  | 29  | —  | —  | —  | —  | —  |
| WCHL/WHL totalt | WCHL/WHL totalt       | WCHL/WHL totalt | 173 | 131 | 110 | 241 | 222 | 35 | 16 | 7  | 23 | 25 |